# Piper augustum
Piper augustum är en pepparväxtart som beskrevs av Edward Rudge. Piper augustum ingår i släktet Piper och familjen pepparväxter.

## Underarter
Arten delas in i följande underarter:
- P. a. cocleanum
- P. a. pubinerve